# Wredne jędze
Wredne jędze, inny tytuł polski Wiedźmy z Zugarramurdi (hiszp. Las brujas de Zugarramurdi) – hiszpańsko-francuski film z pogranicza komedii i horroru z 2013 roku w reżyserii Álexa de la Iglesii. Zdjęcia kręcono w Madrycie.

## Fabuła
Dwóch bandytów José i Tony napada na lombard, kradnąc ogromne ilości złota. Uciekając ze zrabowanym łupem, mężczyźni trafiają do opuszczonego budynku na odludziu. Okazuje się, że mieszkają w nim groźne czarownice żywiące się ludzkim mięsem.

## Obsada[1]
- Hugo Silva - José Fernández Cuesta
- Mario Casas - Antonio "Tony"
- Jaime Ordóñez - Manuel Sánchez García
- Carmen Maura - Graciana Barrenetxea
- Terele Pávez - Maritxu
- Carolina Bang - Eva
- Carlos Areces - Conchi
- Santiago Segura - Miren
- Secun de la Rosa - inspektor Jaime Pacheco
- Pepón Nieto - inspektor Alfonso Calvo
- Macarena Gómez - Silvia
- Javier Botet - Luis Miguel "Luismi"
- Gabriel Delgado - Sergio Fernández

## Nagrody[2]
W 2014 roku film otrzymał osiem naród Goi w następujących kategoriach:
- Najlepsza aktorka drugoplanowa - Terele Pávez
- Najlepsza charakteryzacja (makijaż i fryzury) - María Dolores Gómez Castro, Javier Hernández Valentín, Pedro Rodríguez "Pedrati" i Paco Rodríguez
- Najlepsza scenografia - Biaffra, José Luis Arrizabalaga
- Najlepsze efekty specjalne - Juan Ramón Molina i Ferrán Piquer
- Najlepsze kierownictwo produkcji - Carlos Bernases
- Najlepsze kostiumy - Paco Delgado
- Najlepszy dźwięk - Carlos Schmukler, Nicolas de Poulpiquet
- Najlepszy montaż - Pablo Blanco

Oprócz tego film był nominowany do Goi w 2 kategoriach:
- Najlepsza muzyka oryginalna - Joan Valent
- Najlepsze zdjęcia - Kiko de la Rica